# Setaphora japonica
Setaphora japonica is een pissebed uit de familie Philosciidae. De wetenschappelijke naam van de soort is voor het eerst geldig gepubliceerd in 1986 door Nunomura.